# Distrito de Nangchang
El distrito de Nangchang (chino tradicional: 南长區, chino simplificado: 南长区, pinyin: Nán Cháng Qū) es un distrito de China que pertenece a la región administrativa de Wuxi en la provincia de Jiangsu.
Se sitúa al sureste del centro de la ciudad de Wuxi, El distrito de Nangchang incluye las infrastucturas más antiguas de la ciudad de Wuxi así como varios lugares históricos de relevancia. El área del distrito también cuenta con una alta densidad industrial.
- Datos: Q1373106

1. ↑  «郵遞區號查詢 - 郵編庫» [Consulta de código postal]. tw.youbianku.com (en chino). 2005. Consultado el 25 de enero de 2018.